# Czeslaw Lukaszewicz
Czeslaw "Luka" Lukaszewicz (nascido em 28 de abril de 1964) é um ex-ciclista canadense nascido na Polônia que atuava em provas de estrada e atual diretor esportivo. Foi um ciclista profissional de 1992 a 2001. Durante esse tempo foi campeão canadense de estrada por quatro vezes – 1994, 1997, 1999 e 2000 – e é, portanto, detentor do recorde.[carece de fontes?]
Ele participou na prova de estrada nos Jogos Olímpicos de Verão de 2000 em Sydney, mas não terminou.[carece de fontes?]